# Linthes
Linthes település Franciaországban, Marne megyében. Lakosainak száma 111 fő (2022. január 1.). Linthes Allemant, Connantre, Pleurs, Linthelles, Broussy-le-Grand és Saint-Loup községekkel határos.

## Népesség
A település népességének változása:
| Lakosok száma | 122  | 101  | 123  | 109  | 120  | 119  | 117  | 114  | 113  | 111  |
|               | 1968 | 1982 | 1990 | 2006 | 2013 | 2015 | 2017 | 2019 | 2020 | 2022 |